# Kiersy (Braniewo)
Pour les articles homonymes, voir Kiersy.
Kiersy est un village polonais de la voïvodie de Varmie-Mazurie, dans le powiat de Braniewo.